# Бети, Монго
Монго Бети, собственно Александр Бийиди Авала (фр.  Mongo Beti, Alexandre Biyidi Awala, 30 июня 1932, селение Акометам, неподалёку от Мбальмайо — 8 октября 2001, Дуала) — камерунский писатель, активный борец против колониализма, писал на французском языке.

## Биография
Окончил лицей в Яунде (1951). Переехал во Францию, учился в Экс-ан-Прованс, затем в Сорбонне. Дебютировал в 1953 году новеллой Без ненависти и любви, опубликованном в известном журнале Présence africaine. В издательстве при этом журнале был под псевдонимом опубликован и первый его роман «Жестокий город» (1954). Многие годы преподавал в лицеях Парижа, Ламбаля, Руана. В 1978—1991 годах издавал журнал Peuples Noirs Peuples africains (). В 1991 году, после более чем тридцатилетнего изгнания, вернулся в Камерун. В 1994 году ушёл в отставку как преподаватель. Занимался общественной деятельностью, продолжал литературные занятия. Умер после того, как был госпитализирован в Яунде с острой печеночной и почечной недостаточностью, но ему не смогли оказать помощь из-за отсутствия диализа.

## Произведения
- Sans haine et sans amour, новелла (1953)
- Жестокий город/ Ville cruelle, роман (1954)
- Бедный Христос из Бомба/ Le Pauvre Christ de Bomba, роман (1956, запрещен цензурой)
- Миссия завершена/ Mission terminée, роман (1957, премия Сент-Бёва)
- Исцеленный король/Le Roi miraculé: chronique des Essazam (1958)
- Main basse sur le Cameroun: autopsie d’une décolonisation (1972, запрещена цензурой)
- Les Procès du Cameroun: autopsie d’une décolonisation (1972)
- Perpétue et l’habitude du malheur, роман (1974)
- Remember Ruben, роман (1974)
- Peuples noirs, peuples africains (1978)
- Les Langues africaines et le Néo-colonialisme en Afrique francophone (1982)
- Les Deux Mères de Guillaume Ismaël Dzewatama, futur camionneur (1983)
- La Revanche de Guillaume Ismael Dzewatama (1984)
- Lettre ouverte aux Camerounais, ou, La deuxième mort de Ruben Um Nyobé (1986)
- Словарь негритюда/ Dictionnaire de la négritude (1989, avec Odile Tobner)
- La France contre l’Afrique: retour au Cameroun (1993)
- L’Histoire du fou (1994)
- Слишком яркий свет убивает любовь/ Trop de soleil tue l’amour, роман (1999)
- Branle-bas en noir et blanc (2000)
- Africains si vous parliez (2005)
- Mongo Beti parle: Testament d’un esprit rebelle (2006)

## Публикации на русском языке
- Бедный Христос из Бомба. Пер. М.Ваксмахера. М.: Изд-во иностранной литературы, 1962. 248 с.
- Исцеленный король. Пер. М.Ваксмахера. М.: Прогресс, 1966. 192 с.
- Помни Рубена. Перпетуя, или Привычка к несчастью. Пер. А.Стефанова, Н.Световидовой, М.: Прогресс, 1978. 403 с.
- Завершенная миссия. Пер. А.Амаровой. М.: Худож. лит., 1961.  201 с.